# Onibi
Pour les articles homonymes, voir Onibi, le démon.

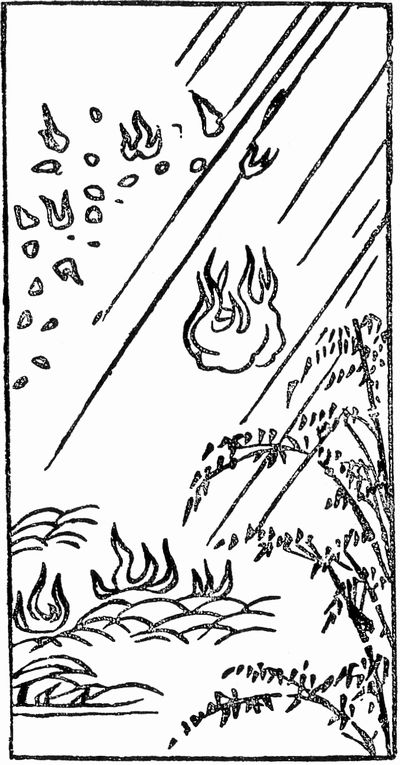
Onibi extrait du Wakan Sansai Zue (1712).

Un onibi (鬼火) est une espèce de kaika de la mythologie japonaise. Selon le folklore, ce sont des esprits nés des cadavres humains et animaux, qui passent pour être des gens devenus amers qui se sont transformés en feu et apparaissent à l'occasion. Parfois les expressions feu follet ou citrouille-lanterne sont traduites en japonais pour resituer le sens du terme onibi.

## Description
Selon le Wakan Sansai Zue composé à l'époque d'Edo, un onibi est une lumière bleue comme une torche de pin et plusieurs d'entre eux ont pour habitude de se réunissent et les humains qui viennent à proximité ont leur esprit aspiré. En outre, à partir de l'illustration du même Zue, on devine qu'il faire environ deux ou trois centimètres de diamètre pour une taille d'environ vingt ou trente centimètres et qu'il flotte dans l'air à environ un ou deux mètres du sol. Selon Yasumori Negishi, dans le 10e chapitre Onibi no Koto de son essai Mimibukuro de l'époque d'Edo, il existe une anecdote à propos d'un onibi apparu au-dessus du mont Hakone qui s'est divisé en deux, a volé alentour, s'est reformé et de nouveau s'est divisé à plusieurs reprises.
De nos jours, plusieurs théories ont été avancées relativement à leur apparence et caractéristiques.

### Apparence
Ils sont généralement bleus comme indiqué précédemment mais certains sont bleuâtres, blancs, rouges et jaunes,.
En ce qui concerne leur taille, il y en a d'aussi petits qu'une flamme d'une bougie, d'autres environ aussi grands qu'un être humain et certains font même plusieurs mètres.

### Nombre
Parfois, seuls un ou deux d'entre eux apparaissent, à d'autres moments ils sont vingt à trente simultanément et même à certains moments, d'innombrables onibi brûlent et disparaissent toute la nuit.

### Heures d'apparition fréquente
Ils apparaissent généralement du printemps à l'été et souvent les jours de pluie.

### Lieux d'apparitions fréquentes
Ils apparaissent généralement dans les zones aquatiques comme les zones humides, ainsi que dans les forêts, les prairies et les cimetières et souvent dans des endroits entourés d'éléments naturels, mais rarement dans les villes.

### Chaleur
Certains, quand on les touche, ne sont pas chauds comme un feu, mais certains autres brûlent des objets avec une chaleur semblable à un feu véritable.

## Types d'onibi

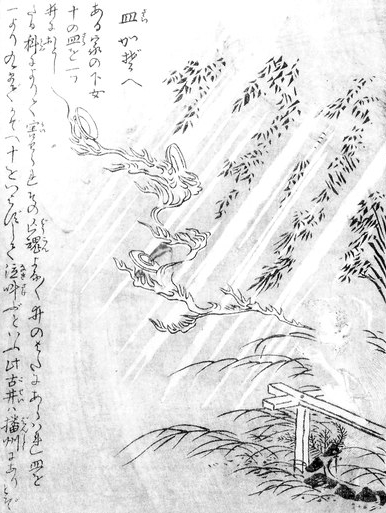
Sarakazoe extrait du Konjaku Gazu Zoku Hyakki de Toriyama Sekien.

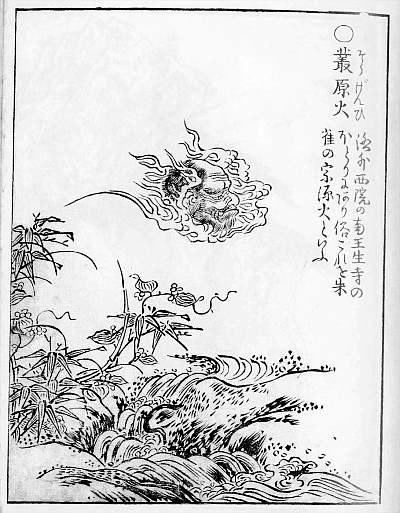
Sougenbi extrait du Gazu Hyakki Yagyō de Toriyama Sekien.

Comme les onibi sont considérés comme un type de kaika, il y en a comme ceux mentionnés ci-dessous et en plus de ces derniers, il existe aussi le shiranui, le chōchinbi, le janjanbi et le tenka entre autres. Une théorie avance que le kitsunebi est également une sorte d'onibi mais une autre opinion maintient qu'à strictement parler ils sont différents des onibi.

### Asobibi
Asobibi (遊火, litt. « jeu de feu ») est un onibi qui apparaît en dessous du château et au-dessus de la mer à Kōchi dans la préfecture de Kōchi et sur le mont Mitani. Il semble très proche mais s'éloigne très loin et quand on pense qu'il se scinde à plusieurs reprises, il faut aussi penser qu'il se reconstitue comme être unique. Il passe pour ne causer aucun préjudice particulier aux humains.

### Igebo
Dans le district de Watarai de la préfecture de Mie, les onibi sont appelés igebo.

### Inka
Inka (陰火, litt. « feu de l'ombre ») est un onibi qui apparaît simultanément avec un bōrei ou yōkai.

### Kazedama
Le Kazedama (風玉, litt. « balle de vent ») est un onibi particulier à Ibigawa dans le district d'Ibi de la préfecture de Gifu. Dans les tempêtes, il semble comme une boule de feu sphérique. Il serait grand comme un plateau personnel et il dégage une lumière vive. Lors du typhon de l'ère Meiji 30 (1897), ce kazedama est apparu de la montagne et a flotté dans l'air à plusieurs reprises.

### Sarakazoe
Le Sarakazoe (皿数え, litt. « plaque de comptage ») est un onibi qui paraît dans le Konjaku Gazu Zoku Hyakki de Toriyama Sekien. Dans le Banchō Sarayashiki connu pour ses histoires de fantômes, l'esprit d'Okiku apparaît comme un inka (« feu de l'ombre ») hors du puits et est représenté comme comptant les assiettes.

### Sōgenbi
Le Sōgenbi (叢原火 ou 宗源火, litt. « feu de la source de la religion ») est un onibi à Kyoto dans le Gazu Hyakki Yagyō de Toriyama sekien. Il est indiqué que c'est un moine qui, autrefois a volé le jizōdō du Mibu-dera, qui a reçu la punition bouddhiste et est devenu un onibi et le visage angoissé du prêtre flotterait à l'intérieur du feu. Ce nom parait également dans le Shinotogibōko, collection d'histoire de fantôme de l'époque d'Edo.

### Hidama
Le Hidama (火魂, litt. « esprit en feu ») est un Onibi de la préfecture d'Okinawa. Il vit habituellement dans la cuisine derrière l'extincteur de charbon de bois, mais il passe pour revêtir une forme ressemblant à celle des oiseaux et volent alentour et met le feu aux objets.

### Wataribisyaku
Le Wataribisyaku (渡柄杓, litt. « louche transversante ») est un Onibi du village de Chii, district de Kitakuwada de la préfecture de Kyoto (plus tard Miyama, puis Nantan). Boule de feu blanche bleutée qui flotte légèrement dans l'air des villages de montagne. Il passe pour avoir l'apparence d'un hishaku (louche), mais ce n'est pas ce à quoi il ressemble réellement mais semble plutôt porter une longue et mince queue qui a été comparée à une louche par métaphore.

### Kitsunebi
Le kitsunebi est un feu mystérieux à l'origine de nombreuses légendes dont l'une prétend que l'os que le renard tient dans sa gueule brille. Kimimori Sarashina de Michi explique ce phénomène comme une réfraction de la lumière qui se produit à proximité du lit des rivières Les kitsunebi sont parfois considérés comme un type d'onibi.

## Considérations
Tout d'abord, compte tenu de la façon dont les détails des témoignages oculaires sur les onibi ne correspondent pas entre eux, « onibi » peut être considéré comme un terme collectif pour plusieurs types de phénomène de lumière mystérieuse. Comme ils apparaissent fréquemment pendant les jours de pluie, même si le « bi » (le feu) figure dans son nom, ils sont supposés être différent de simplement les flammes de combustion et être un type de corps luminescent différent. Il est particulièrement intéressant de noter que dans le passé, ces phénomènes ne passaient pas pour étranges.
Dans la Chine de l'ère antérieure à J.-C., il se disait que « du sang des humains et des animaux proviennent le phosphore et le feu oni (onibi) ». Le caractère 燐 à ce moment en Chine pouvait également signifier la luminescence des lucioles, la triboélectricité et pas un mot ne renvoie à l'élément chimique « phosphore ».
À la même période au Japon, selon l'explication donnée dans le Wakan Sansai Zue, pour les humains, chevaux et le bétail morts dans la bataille et dont le sang avait imprégné le sol, les onibi sont ce en quoi leurs esprits se transforment après plusieurs mois et années.
Un siècle après le Wakan Sansai Zue au XIXe siècle et ensuite au Japon, premier à en parler, ils sont mentionnés dans l'ouvrage Fushigi Benmō de Shūkichi Arai qui déclare : « Le phosphore des cadavres de ceux qui sont enterrés se transforme en onibi ». Cette interprétation est soutenue jusque dans les années 1920 et les dictionnaires la reproduisent pendant l'ère Shōwa et au-delà.
Sankyō Kanda, un biologiste des animaux luminescents, découvre le phosphore en 1696 et comme il sait que les corps humains en sont aussi pourvu, au Japon, le caractère 燐 est appliqué et donc on peut supposer qu'il a été mélangé avec une allusion à la Chine sur la relation entre les onibi et le phosphore. En d'autres termes, il pouvait être supposé que lorsque les cadavres se décomposent, le phosphore contenu dans l'acide phosphorique donnerait de la lumière. De cette façon, l'essentiel des onibi serait expliqué mais il reste aussi beaucoup de témoignages qui ne correspondent pas à la théorie de l'illumination par le phosphore.
Après cela, une théorie veut que ce n'est pas le phosphore lui-même mais plutôt la combustion spontanée de phosphine et une autre théorie avance que c'est le méthane en combustion produit à partir de la décomposition du cadavre qui produit la lumière. Selon une troisième théorie, le sulfure d'hydrogène est produit à partir de la décomposition et devient la source des onibi et enfin ce qui serait défini dans la science moderne comme un type de plasma. Comme ils apparaissent souvent les jours de pluie, des scientifiques expliquent les onibi comme des feux de Saint-Elme (phénomène de plasma). Le physicien Yoshihiko Ōtsuki a également avancé la théorie que ces mystérieux feux sont causés par le plasma. Il a également été souligné que, pour les lumières qui semblent éloignées au milieu des ténèbres, que si elles sont capables de se déplacer par suggestion, alors il y a une possibilité qu'elles puissent tout simplement être liées à des phénomènes d'illusion d'optique. Chacune de ces théories a ses propres avantages et inconvénients, et comme les légendes relatives aux onibi eux-mêmes sont de divers types, il semble impossible d'expliquer de façon concluante la totalité des onibi avec une théorie unique.
En outre, ils sont souvent confondus avec les hitodama et les kitsunebi, et comme il existe beaucoup de théories différentes pour les expliquer et comme la véritable nature de ces onibi est inconnue, il n'y a pas de réelle distinction claire entre eux.

## Autres
Il existe également des légendes selon lesquelles des onibi flottent dans les environs quand des fantômes apparaissent en Europe, comme en Allemagne le 2 novembre lors de la Commémoration de tous les fidèles défunts. On peut alors voir un grand nombre d'onibi dans le cimetière derrière le temple. Cela est considéré comme la preuve qu'une longue lignée de fantômes est venue au temple et les fantômes d'enfants portent des sous-vêtements blancs en participant à la lignée de « Frau Holle (Mère Holle) ». Comme ils sont apparus dans un cimetière, l'explication a été avancée que cela était dû aux gaz provenant de la décomposition comme indiqué précédemment.